# 小杉光正
小杉 光正（こすぎ みつまさ、1979年5月20日 - ）は、茨城県出身の元サッカー選手。サッカー指導者。

## 来歴
東京学芸大学を経て同大学院に進み、蹴球部のコーチをする傍ら、同校教授でJFA特任理事を務める瀧井敏郎の下で学ぶ。大学院在学中の2003年、全日本大学選抜チームのテクニカルスタッフとしてユニバーシアード大邱大会に帯同。
2005年、FC琉球コーチに就任、SOLA沖縄専門学校専任講師を務める。同年のユニバーシアードイズルミ大会にも帯同。
2007年、FC刈谷コーチに就任、ユニバーシアードバンコク大会にも帯同し、3大会連続でユニバーシアード日本代表に帯同した。
2008年からは鹿島アントラーズのテクニカルコーチを務める。

## 所属クラブ
- 東京学芸大学大学院

## 指導歴
- 2002年 - 2004年 東京学芸大学蹴球部 コーチ
- 2005年 - 2006年 FC琉球 コーチ
- 2007年 FC刈谷 コーチ
- 2008年 - 2019年 鹿島アントラーズ テクニカルスタッフ
- 2020年 - 2024年 セレッソ大阪
  - 2020年 トップチーム 分析兼アシスタントコーチ
  - 2021年 - 2024年 トップチーム コーチ
- 2025年 - 日本女子代表 テクニカルスタッフ